# Aşgabat stadiony
Het Aşgabat stadiony is een stadion in Asjchabad, Turkmenistan. Het stadion kan voor verschillende doeleinden worden gebruikt, bijvoorbeeld voor festivals of sportwedstrijden zoals voetbalwedstrijden. In het stadion, dat werd geopend in 2011, kunnen 20.000 toeschouwers..
Het stadion is gaststadion voor verschillende voetbalclubs die allemaal uitkomen in de Ýokary Liga; FC Ashgabat, FC Altyn Asyr and FC Ahal. Ook het nationale voetbalelftal speelt hier internationale wedstrijden.